# Franz, hertig av Teck
Franz Paul Karl Ludwig Alexander, Hertig av Teck, född 28 augusti 1837 i Osijek, död 21 januari 1900 i London, var en medlem av den brittiska kungafamiljen och far till drottning Mary. Franz innehade titeln greve av Hohenstein men erhöll senare titeln hertig av Teck. I denna värdighet fick han använda tilltalet His Highness "Hans Höghet" från 1887.

## Biografi
Franz föddes 28 augusti 1837 i Osijek (tyska: Esseg) i kungariket Slavonien, då en österrikisk-ungersk provins, nuvarande Kroatien. Hans far var Alexander, hertig av Württemberg, son till hertig Ludwig av Württemberg. Franz mor var grevinnan Claudine Rhédey von Kis-Rhéde.
Det var ett morganatiskt äktenskap, vilket betydde att Franz inte kunde göra anspråk på kungariket Württembergs tron. När han föddes fick han titeln greve Franz av Hohenstein, eftersom hans mor hade erhållit titeln grevinna av Hohenstein, med egen rätt, av kejsar Ferdinand I av Österrike. Franz var genom huset Württemberg en avlägsen släkting till ätten Habsburg, det dåvarande regerande furstehuset i Österrike.
Franz blev furste av Teck i kungariket Württemberg 1863, med det tyska tilltalet Durchlaucht vilket på svenska ungefär motsvarar "Höghet". 1871 fick han titeln hertig av Teck.

### Militär karriär
Likt sin far, hertig Alexander, satsade Franz på en karriär i den österrikiska armén där han småningom nådde kaptens grad vid 7:e Hussarregementet under det Tyska enhetskriget. Han tog avsked från österrikiska armén när han 1866 ingick äktenskap och flyttade till England. Där fortsatte senare hans militära bana i Storbritanniens armé som stabsofficer hos den brittiska generalen Sir Garnet Wolseley under det egyptiska fälttåget 1882. Franz befordrades nu till överste för sina tjänster i brittiska armén och senare 1893 upphöjdes han till generalmajor i reserven.

### Äktenskap

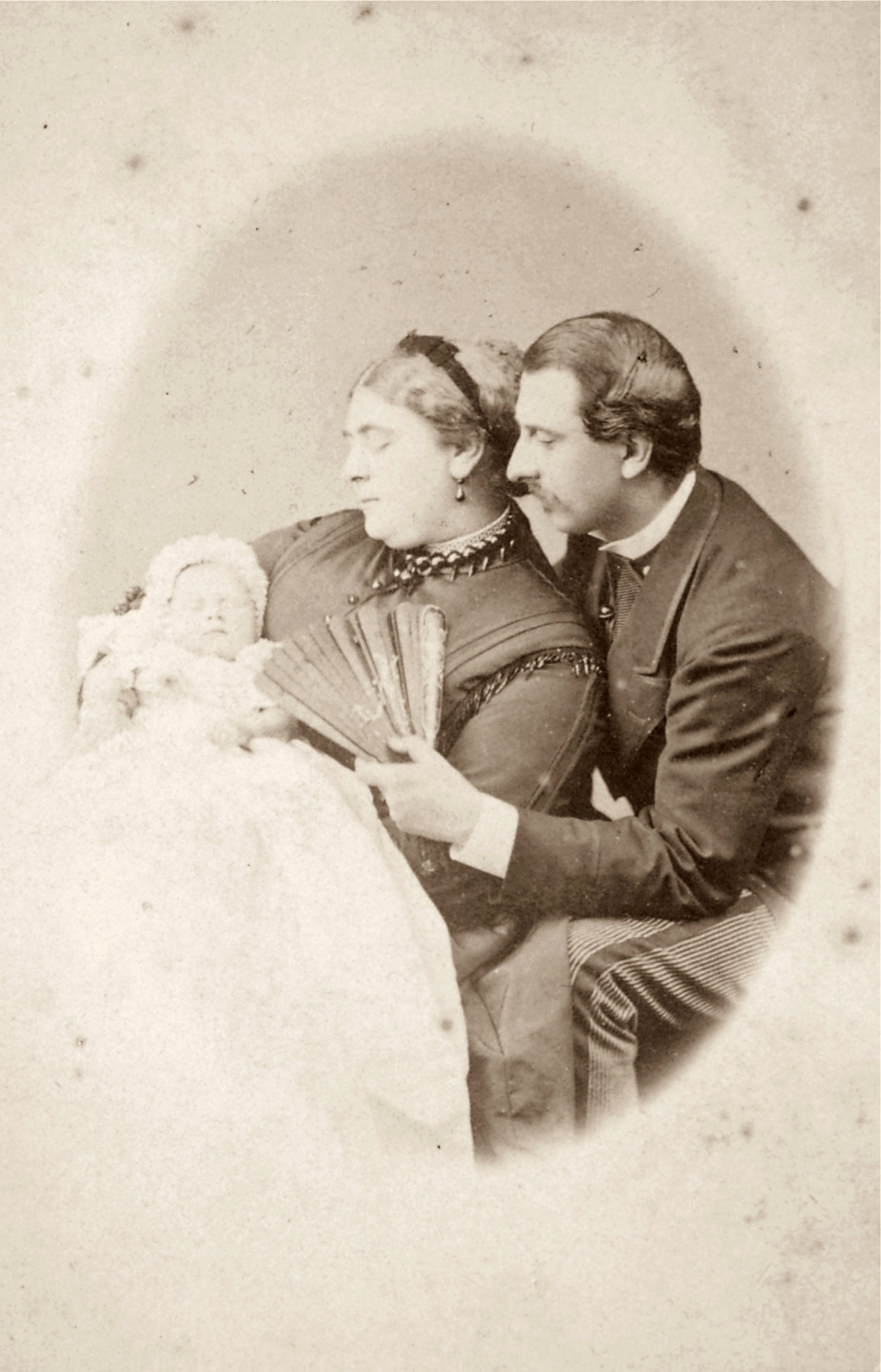
Franz och Mary Adelaide av Teck med sin dotter Mary 1867

Som avkomma i ett morganatiskt äktenskap och utan successionsrätt till tronen, hade hertig Franz svårt att bli accepterad som gemål i de flesta europeiska furstehusen. Han hade även en blygsam inkomst jämfört med andra europeiska prinsar. Således gifte han in sig i en rik familj genom att gifta sig med sin brylling prinsessan Mary Adelaide av Cambridge som var yngre dotter till prins Adolf, hertig av Cambridge. Hon hade ett gott påbrå som barnbarn till Georg III men var också känd som "feta Mary" på grund av sin rundhet. Detta tillsammans med prinsessans ålder, dryga trettio, betydde att inte heller hon hade ett alltför stort urval på äktenskapsmarknaden. Drottning Victoria gav också sitt samtycke till äktenskapet.
Paret ingick äktenskap den 12 juni 1866 i St Anne's Church i Kew i västra London. De fick fyra barn tillsammans:
- prinsessan Victoria Mary av Teck (1867-1953), från 1910 drottning Mary, som gemål till kung Georg V.
- prins Adolphus av Teck (1868-1927), senare hertig av Teck och markis av Cambridge
- prins Franz av Teck (1870-1910)
- Alexander av Teck, (1874-1957), senare utnämnd till Earl of Athlone

### Senare liv

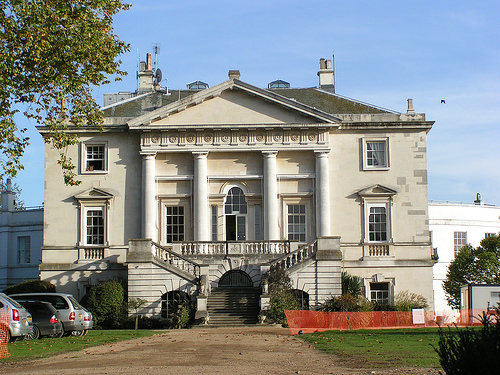
Hertigparets bostad, White Lodge.

På grund av Franz dåliga ekonomi tvingades paret att leva på Mary Adelaides pension på 5 000 £ per år samt ett litet tillskott från hennes mor hertiginnan av Cambridge. Mary Adelaides begäran av sin kusin drottning Victoria om mer medel möttes med avslag, men paret fick ändå förfoga över en våning i Kensington Palace i London, och ett lantställe, White Lodge, som låg på gammal kunglig jaktmark i Richmond Park, sydväst om London.
Trots parets ringa inkomster levde de ett vidlyftigt liv i det sociala umgänget vilket ledde till stora skulder. År 1883 såg sig Franz med familj nödgad att fly till Tyskland och Italien där de inhystes hos olika släktingar, 1885 återvände de till England.
Genom ett konseljbeslut 1 juli 1887, förärade drottning Victoria hertig Franz titeln Hans Höghet som en gest inför sitt 50-årsjubileum som regent. Trots detta sågs Teck-familjen som släktingar av lägre rang, utan högre status eller ekonomi. Ekonomin förbättrades dock 1891 då Tecks enda dotter prinsessan Victoria Mary av Teck förlovades med prins Albert Victor, hertig av Clarence som var son till tronföljaren, prinsen av Wales. Det blev ett hårt slag för Tecks när hertigen av Clarence dog bara sex veckor efter förlovningen. Drottning Victoria hade dock fattat tycke för prinsessan Mary och hon övertalade sin sonson som stod näst på tur i tronföljden, prins George hertigen av York, att gifta sig med Mary i stället.
Hertiginnan av Teck, Mary Adelaide, dog 1897 och hertig Franz blev änkling. Han drog sig tillbaka till White Lodge och deltog inte i några kungliga uppdrag men fick behålla sin gemåls pension. Han dog den 21 januari 1900 på White Lodge. Han är begravd tillsammans med sin hustru i kungliga kryptan i St. George's Chapel, Windsor.

## Titlar, tilltal, och utmärkelser

### Titel
- 28 augusti 1837 – 1 december 1863: Greve Franz av Hohenstein
- 1 december 1863 – 16 december 1871: His Serene Highness prinsen av Teck
- 16 december 1871 – 11 juli 1887: His Serene Highness hertigen av Teck
- 11 juli 1887 – 21 januari 1900: His Highness hertigen av Teck

### Utmärkelser
- GCB: Knight Grand Cross of the Bath (Civil division),[15] - 12 juni 1866
- GCVO: Knight Grand Cross of the Royal Victorian Order,[16] - 30 juni 1897